# Лиснар, Давид
Давид Лиснар (фр. David Lisnard, род. 2 февраля 1969 года, Лимож) — французский политический деятель. С 5 апреля 2014 года — мэр Канн (набрал на выборах 58,97 % голосов избирателей). Президент регионального комитета по туризму Лазурного Берега.

## Биография
Окончил Институт политических исследований Бордо. Женат. У него трое детей.
С 1996 по 1999 год Давид Лиснар был помощником по персоналу и парламентским атташе Жака Пелиссара, заместителя мэра Лон-ле-Сонье и вице-президента Ассоциации мэров Франции.
В 2001 году Давид Лиснар  был назначен президентом SEMEC (управление Дворца фестивалей и конгрессов Канн), где прославился своими жёсткими навыками управления и результатами работы.
В июне 2008 года вступил в национальные органы партии Союз за народное движение в качестве исполнительного советника. В том же году был избран в муниципальный совет города Канны и назначен первым вице-мэром, курируя вопросы экономического развития, туризма, управления событиями, занятости, а также культы и проблемы с соседями.
В апреле 2013 года, будучи первым вице-мэром и президентом Дворца фестивалей и конгрессов, посещал Новосибирск.
27 марта 2013 года выдвинул свою кандидатуру на пост мэра Канн. Заручившись поддержкой бывшего президента Николя Саркози и уходящего мэра Бернара Брошана был избран мэром городского совета 5 апреля 2014 года.
В августе 2016 года немалый резонанс вызвал подписанный Лиснаром запрет мусульманским женщинам носить буркини на пляже под угрозой штрафа в €38 за неуважение чувств атеистов и традиций Лазурного Берега.
Возглавляет муниципальную ассоциацию обработки питьевой воды в Каннах (фр. Syndicat intercommunal traitant de l'eau potable du bassin cannois, SICASIL).

## Награды
- Кавалер ордена Искусств и литературы (18 декабря 2020 года, Франция)[8].
- Орден «За заслуги» III степени (4 ноября 2022 года, Украина) — за весомый личный вклад в укрепление межгосударственного сотрудничества, поддержку государственного суверенитета и территориальной целостности Украины, популяризацию Украинского государства в мире[9].